# Ozric Tentacles
Ozric Tentacles (také známí jako The Ozrics) je instrumentálně rocková skupina ze Somersetu v Anglii, jejíž hudba se dá volně popsat psychedelická nebo space rocková. Od roku 1983, kdy skupina vznikla vydala do roku 2011 28 alb a stala se tak domácí kapelou, která prodala přes milion alb po celém světě navzdory tomu, že za zády neměla žádnou z velkých nahrávacích společností. Kytarista Ed Wynne je jediný původní člen skupiny.

## Diskografie

### Alba
- Pungent Effulgent (Feb. 1989) DOVE CD2, DOVE LP2
- Erpland (Nov. 1990) DOVE CD1, DOVE LP1, DOVE MC1
- Strangeitude (Aug. 1991) DOVE CD3, DOVE LP3
- Afterswish (1992)
- Live Underslunky (Apr. 1992) DOVE CD5, DOVE LP5
- Jurassic Shift (1993) DOVE CD6, DOVE LP6
- Arborescence (1994) DOVE CD7
  - Vitamin Enhanced (1994)
- Become the Other (1995) DOVE CD8
- Curious Corn (1997)
- Spice Doubt (live) (1998)
- Waterfall Cities (1999)
- Floating Seeds Remixed (1999)
- The Hidden Step (2000)
- Swirly Termination (2000)
- Pyramidion (live EP) (2001)
- Live at the Pongmaster's Ball (2002) SPECIAL EDITION CD + live DVD
  - Eternal Wheel (The Best of) (2004)
- Spirals in Hyperspace (2004)
- The Floor's Too Far Away (2006)
- Sunrise Festival (live) (2008)
- The Yumyum Tree (2009)
- Paper Monkeys (2011)
- Technicians of the Sacred (2015)
- Space for the Earth (2020)
- Lotus Unfolding (2023)

## Členové skupiny

### Současná sestava
- Ed Wynne – kytara, klávesy, syntezátor, samply, koto, bezpražcová baskytar, programování (1983–dosud)
- Brandi Wynne – baskytara, syntezátor (2004–dosud)
- Silas Wynne – klávesy (2009–dosud)
- Ollie Seagle – bicí (2009–dosud)

### Dřívější členové
- Joie Hinton (a.k.a Ozrooniculator) – klávesy, samply, syntezátor (1983-94)
- Roly Wynne – baskytara (1983-92)
- Nick van Gelder (a.k.a Tig) – bicí (1983-87)
- Tom Brooks (a.k.a Zorch) – klávesy (1983-86)
- Gavin Griffiths – kytara (1983-84)
- Paul Hankin – perkuse, conga (1985-91)
- Merv Pepler – bicí, perkuse, tamburína (1987-94, 2004–09)
- Steve Everett – klávesy (1987–2004)
- Marcus Ethnic (Marcus Carcus) – perkuse (1988-90, 1993)
- Generator John – bicí, perkuse, tamburína (1989-90, 1993)
- John Egan (a.k.a Jon Egan, Jack Egan, Jumping John, Eoin Eogan) – flétna, vokály (1989–2009)
- Zia Geelani – baskytara, perkuse, castaněty (1992–2004)
- Rad (Conrad Prince) – bicí, perkuse (1995–2000)
- Christopher "Seaweed" Lenox-Smith – klávesy, syntezátor (1995-09)
- Stuart "Stu" Fisher (a.k.a Schoo) – bicí, perkuse (2000-09)
- Steve Hillage – kytara (2004, jako host)
- Paul Godfrey – baskytara
- Paul Chousmer – klávesy (2006)
- Vinny Shillito – baskytara (2009)
- Roy Brosh – bicí (2009)